# ヒュッケル則
ヒュッケル則（ヒュッケルそく、英: Hückel's rule）は、平面環状分子についてその芳香族性を推定する規則で、π電子の数が 4n + 2 （n は0を含めた正の整数）であれば芳香族性を有するというものである。この4n + 2をヒュッケル数と言う。1931年にドイツ人物理化学者のエーリヒ・ヒュッケルによって量子力学を基に考案された。簡潔に 4n + 2 ルールと表現したのはフォン・デーリング(1951)であるが、数名の著者が同時期にこの式を使用している。ヒュッケル則を明確に満たすのは n = 0 からせいぜい n = 6 までである。

## 環状炭化水素
環状炭化水素では、ヒュッケル則に従えば芳香族としての性質をもつと言い換えてもよい。ベンゼン (n = 1) やナフタレン (n = 2)、アズレン (n = 2)、アントラセン (n = 3)、はヒュッケル則を満たす。

### アヌレン
アヌレンでは炭素数が4で割り切れないシクロデカペンタエン (C = 10)、シクロテトラデカヘプタエン (C = 14)、シクロオクタデカノナエン (C = 18) がこの規則を満たす。しかし、立体的な制約（sp2炭素の結合角が120°を取れない）のため芳香族性を帯び安定化できるのは炭素数18のシクロオクタデカノナエンだけである。炭素数が4の倍数のときは、共鳴安定化できないため不安定になる（反芳香族性）。例としては、シクロブタジエン（[4]アヌレン）、シクロオクタテトラエン（[8]アヌレン）などがあり、これらは平面構造ではなく曲がった構造をしている。メビウスの帯のようにひねりが加えられた分子では、π電子が 4n 個のときに安定化するが、この現象をメビウス芳香族性という。

### カチオンとアニオン
通常の分子ではヒュッケル則を満たさなくても電子が抜けたり（カチオン）、逆に加えられたり（アニオン）することによってヒュッケル則を満たすものもあり、こうして発生したカチオンやアニオンなどのイオンは通常のイオンよりも安定である。この例としてはシクロプロペニルカチオン (n = 0) やシクロペンタジエニルアニオン (n = 1)、シクロヘプタトリエニルカチオン (n = 1) が挙げられる。

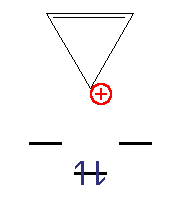
シクロプロペニルカチオン
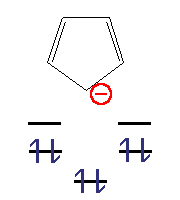
シクロペンタジエニルアニオン
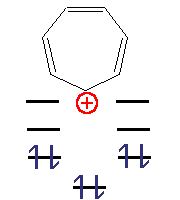
シクロヘプタトリエニルカチオン

## 複素環式化合物
環の中に炭素の代わりに窒素や酸素・硫黄などのヘテロ元素が置換したものもヒュッケル則を満たせば芳香族性を示し、複素環式芳香族化合物、ヘテロ芳香族化合物などと呼ばれる。低分子量で代表的な例としてはピロール、ピリジン、フラン、チオフェンなど、高分子量なものではポルフィリンや道路標識の青色に使われているフタロシアニンなどが挙げられ、いずれも平面化合物である。